# مرک ایندکس

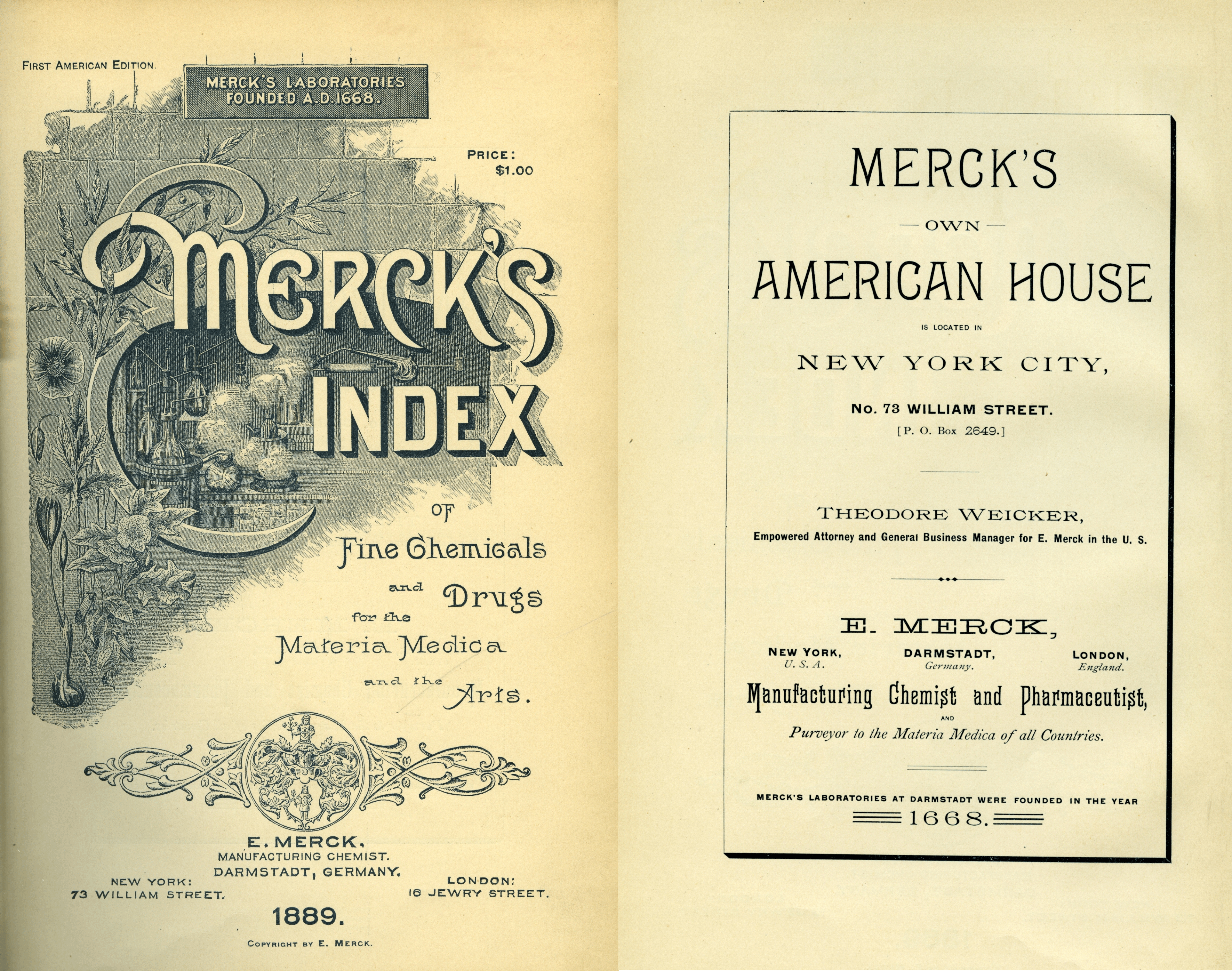
صفحه نخست چاپ ۱۸۸۹

مرک ایندکس(به انگلیسی: Merck Index) دانشنامه‌ای قدیمی و مشهور شامل مقالاتی پیرامون مواد شیمیایی، دارویی و زیست‌مولکول‌ها می‌باشد که از سال ۱۸۸۹ تا ۲۰۱۳ توسط شرکت دارویی آمریکایی مرک اند کو. منتشر می‌شود. این دانشمامه شامل بیش از ۱۰۰۰۰ عنوان مقاله در مورد مواد شیمیایی و گروه‌های عاملی است.

## ویرایش ها
- اول (۱۸۸۹)
- دوم (۱۸۹۶)
- سوم (۱۹۰۷)
- چهارم (۱۹۳۰)
- پنجم (۱۹۴۰)
- ششم (۱۹۵۲)
- هفتم (۱۹۶۰)
- هشتم (۱۹۶۸)
- نهم (۱۹۷۶)
- دهم (۱۹۸۳), شابک ‎۰−۹۱۱۹۱۰−۲۷−۱
- یازدهم (۱۹۸۹), شابک ‎۰−۹۱۱۹۱۰−۲۸-X
- دوازدهم (۱۹۹۶), شابک ‎۰−۹۱۱۹۱۰−۱۲−۳
- سیزدهم (۲۰۰۱), شابک ‎۰−۹۱۱۹۱۰−۱۳−۱
- چهاردهم (۲۰۰۶), شابک ‎۹۷۸−۰−۹۱۱۹۱۰−۰۰−۱
- پانزدهم (2۰۱۳), شابک ‎۹۷۸−۱−۸۴۹۷۳−۶۷۰−۱